# Karlsruher Sport-Club Mühlburg-Phönix 2000-2001
Questa voce raccoglie le informazioni riguardanti il Karlsruher Sport-Club Mühlburg-Phönix nelle competizioni ufficiali della stagione 2000-2001.

## Stagione
Nella stagione 2000-2001 il Karlsruhe, allenato da Stefan Kuntz, concluse il campionato di Regionalliga sud al 1º posto e fu promosso in 2. Bundesliga. In Coppa di Germania il Karlsruhe fu eliminato agli ottavi dal Magdeburgo.

## Rosa
| N. |                               | Ruolo | Calciatore     |
| -- | ----------------------------- | ----- | -------------- |
| 1  | Germania (bandiera)           | P     | Thomas Walter  |
| 2  | Germania (bandiera)           | C     | Werner Heinzen |
| 3  | Germania (bandiera)           | D     | Marco Grimm    |
| 4  | Germania (bandiera)           | C     | Holger Seitz   |
| 5  | Germania (bandiera)           | D     | Michael Zepek  |
| 7  | Romania (bandiera)            | C     | Teo Rus        |
| 9  | Germania (bandiera)           | A     | Vitus Nagorny  |
| 10 | Germania (bandiera)           | C     | Tobias Weis    |
| 11 | Slovacchia (bandiera)         | A     | Martin Fabuš   |
| 12 | Turchia (bandiera)            | A     | Aydin Çetin    |
| 14 | Germania (bandiera)           | D     | Jens Boehnke   |
| 15 | Germania (bandiera)           | C     | Daniel Graf    |
| 17 | Guinea Equatoriale (bandiera) | C     | Ben Manga      |

| N. |                        | Ruolo | Calciatore         |
| -- | ---------------------- | ----- | ------------------ |
| 19 | Germania (bandiera)    | C     | Andreas Backmann   |
| 21 | Germania (bandiera)    | D     | Carsten Birk       |
| 22 | Ungheria (bandiera)    | P     | Ferenc Rott        |
| 24 | Germania (bandiera)    | D     | Carsten Rothenbach |
| 25 | Paesi Bassi (bandiera) | D     | Thijs Waterink     |
| 26 | Stati Uniti (bandiera) | C     | Carlo Espinosa     |
| 27 | Germania (bandiera)    | P     | Martin Fischer     |
| 23 | Germania (bandiera)    | D     | Heiko Butscher     |
| 14 | Brasile (bandiera)     | C     | Adriano            |
| 30 | Germania (bandiera)    | C     | Dominique Eller    |
| 6  | Germania (bandiera)    | C     | Dirk Fengler       |
| 8  | Slovacchia (bandiera)  | C     | Róbert Hanko       |
| 29 | Germania (bandiera)    | C     | Christian Slatnek  |

## Organigramma societario
Area tecnica
- Allenatore: Stefan Kuntz
- Allenatore in seconda:
- Preparatore dei portieri: Peter Gadinger
- Preparatori atletici:
- Analisi video:

## Calciomercato

### Sessione estiva
| Acquisti | Acquisti           | Acquisti             | Acquisti |
| R.       | Nome               | da                   | Modalità |
| -------- | ------------------ | -------------------- | -------- |
| C        | Daniel Graf        | Kickers Offenbach    |          |
| D        | Jens Boehnke       | Waldhof Mannheim     |          |
| C        | Adriano            | Verl                 |          |
| D        | Carsten Birk       | Saarbrücken          |          |
| A        | Martin Fabuš       | AS Trenčín           |          |
| C        | Dirk Fengler       | Eintracht Treviri    |          |
| C        | Róbert Hanko       | AS Trenčín           |          |
| C        | Werner Heinzen     | Eintracht Treviri    |          |
| C        | Ben Manga          | Alemannia Aquisgrana |          |
| A        | Vitus Nagorny      | Wolfsburg            |          |
| A        | Isaac Ojigwe       | Calabar              |          |
| D        | Carsten Rothenbach | Karlsruhe II         |          |
| P        | Ferenc Rott        | Ditzingen            |          |
| C        | Teo Rus            | RW Oberhausen        |          |
| C        | Holger Seitz       | Bayern Monaco II     |          |
| D        | Thijs Waterink     | Arminia Bielefeld    |          |
| C        | Tobias Weis        | Kaiserslautern II    |          |

| Cessioni | Cessioni           | Cessioni             | Cessioni |
| R.       | Nome               | a                    | Modalità |
| -------- | ------------------ | -------------------- | -------- |
| D        | Daniel Addo        | Fortuna Düsseldorf   |          |
| D        | Moudachirou Amadou | Hannover 96          |          |
| C        | Marc Arnold        | LR Ahlen             |          |
| A        | Benjamin Auer      | Borussia M'gladbach  |          |
| C        | Jens Bäumer        | Borussia M'gladbach  |          |
| C        | Martin Braun       | Aalen                |          |
| A        | Patrick de Napoli  | Aarau                |          |
| A        | Minor Díaz         | Herediano            |          |
| D        | Erik Edman         | AIK                  |          |
| C        | Christian Fährmann | Union Berlino        |          |
| P        | Thomas Hillenbrand | Amburgo              |          |
| P        | Simon Jentzsch     | Monaco 1860          |          |
| C        | Darko Jozinović    | Hrvatski Dragovoljac |          |
| C        | Marc Kienle        | Alemannia Aquisgrana |          |
| A        | Rainer Krieg       | Saarbrücken          |          |
| D        | Christian Kritzer  | Kickers Stoccarda    |          |
| A        | Carsten Lakies     | Chemnitz             |          |
| A        | Stefan Meißner     | Kickers Stoccarda    |          |
| D        | Srdjan Mladinić    | Hapoel Holon         |          |
| D        | Michael Molata     | Hannover 96          |          |
| C        | Miran Pavlin       | Porto                |          |
| D        | Marcel Rapp        | RW Oberhausen        |          |
| D        | Vragel da Silva    | Ulma                 |          |
| D        | Michael Wittwer    | Nöttingen            |          |

### Sessione invernale
| Acquisti | Acquisti         | Acquisti    | Acquisti |
| R.       | Nome             | da          | Modalità |
| -------- | ---------------- | ----------- | -------- |
| C        | Andreas Backmann | Saarbrücken |          |

| Cessioni | Cessioni     | Cessioni | Cessioni |
| R.       | Nome         | a        | Modalità |
| -------- | ------------ | -------- | -------- |
| A        | Isaac Ojigwe | Bonner   |          |

## Risultati

### Regionalliga

#### Girone di andata
| Arbitro: | Hofmann |

|                             |           |                 |
| Weis 3’ Fabuš 53’ Çetin 90’ | Marcatori | 18’ van Buskirk |

| Arbitro: | Fleischer |

|            |           |           |
| Kresin 85’ | Marcatori | 76’ Fabuš |

| Arbitro: | Brych |

|  |           |           |
|  | Marcatori | 47’ Fabuš |

| Karlsruhe 19 agosto 2000, ore 15:00 CEST 4ª giornata | Karlsruhe | 0 – 0 referto | Elversberg | Wildparkstadion (13 000 spett.)\| Arbitro: \| Greipl \| |
| Arbitro:                                             | Greipl    |               |            |                                                         |

| Darmstadt 30 agosto 2000, ore 20:15 CEST 5ª giornata | Darmstadt | 0 – 0 referto | Karlsruhe | Stadion am Böllenfalltor (8 000 spett.)\| Arbitro: \| Merk \| |
| Arbitro:                                             | Merk      |               |           |                                                               |

| Arbitro: | Wezel |

|                             |           |  |
| Çetin 9’ Weis 20’ Fabuš 88’ | Marcatori |  |

| Arbitro: | Trautmann |

|                                               |           |                 |
| Tölcseres 31’ Fersch 45’ (rig.) Bachmaier 59’ | Marcatori | 43’ (rig.) Weis |

| Arbitro: | Kiefer |

|                    |           |  |
| Birk 49’ Çetin 90’ | Marcatori |  |

| Erfurt 23 settembre 2000, ore 14:00 CEST 9ª giornata | Rot-Weiß Erfurt | 0 – 0 referto | Karlsruhe | Steigerwaldstadion (4 700 spett.)\| Arbitro: \| Albrecht \| |
| Arbitro:                                             | Albrecht        |               |           |                                                             |

| Arbitro: | Sahler |

|                         |           |  |
| Weis 12’ Fabuš 42’, 76’ | Marcatori |  |

| Arbitro: | Fandel |

|  |           |                                 |
|  | Marcatori | 45’ Seitz 73’ Nagorny 81’ Zepek |

| Arbitro: | Wack |

|          |           |  |
| Çetin 6’ | Marcatori |  |

| Offenbach am Main 20 ottobre 2000, ore 19:30 CEST 13ª giornata | Kickers Offenbach | 0 – 0 referto | Karlsruhe | Stadion am Bieberer Berg (8 500 spett.)\| Arbitro: \| Berg \| |
| Arbitro:                                                       | Berg              |               |           |                                                               |

| Arbitro: | Trautmann |

|                                            |           |         |
| Çetin 34’ Boehnke 35’ Weis 57’ (rig.), 77’ | Marcatori | 74’ Agu |

| Arbitro: | Perl |

|  |           |                                       |
|  | Marcatori | 40’ Çetin 57’ (rig.), 83’ (rig.) Weis |

| Arbitro: | Maier |

|                                             |           |  |
| Grimm 8’ Waterink 23’ Fabuš 61’ Fengler 88’ | Marcatori |  |

| Arbitro: | Raquet |

|  |           |             |
|  | Marcatori | 84’ Nagorny |

#### Girone di ritorno
| Arbitro: | Pickel |

|                       |           |              |
| Rothenbach 68’ (aut.) | Marcatori | 29’ Waterink |

| Arbitro: | Palilla |

|                 |           |           |
| Weis 90’ (rig.) | Marcatori | 21’ Aygün |

| Arbitro: | Welz |

|                     |           |            |
| Fengler 6’ Graf 68’ | Marcatori | 74’ Magdic |

| Arbitro: | Brombacher |

|  |           |                                     |
|  | Marcatori | 18’ Rus 28’ Graf 45’ (aut.) Haffner |

| Karlsruhe 3 marzo 2001, ore 15:00 CET 22ª giornata | Karlsruhe | 0 – 0 referto | Darmstadt | Wildparkstadion (10 200 spett.)\| Arbitro: \| Sippel \| |
| Arbitro:                                           | Sippel    |               |           |                                                         |

| Arbitro: | Wack |

|             |           |  |
| Lützler 85’ | Marcatori |  |

| Arbitro: | Schiffner |

|                      |           |  |
| Graf 50’ Heinzen 79’ | Marcatori |  |

| Arbitro: | Albrecht |

|                                            |           |          |
| Aziz 42’, 54’ de Wit 79’ (rig.) Keller 87’ | Marcatori | 69’ Graf |

| Arbitro: | Bielmeier |

|  |           |                               |
|  | Marcatori | 17’, 34’ Fritz 83’ Engelhardt |

| Arbitro: | Kiefer |

|            |           |         |
| Göktan 40’ | Marcatori | 3’ Birk |

| Arbitro: | Brych |

|             |           |  |
| Heinzen 24’ | Marcatori |  |

| Arbitro: | Sippel |

|                           |           |  |
| Vujevic 17’ Haas 56’, 76’ | Marcatori |  |

| Arbitro: | Lange |

|                      |           |  |
| Heinzen 10’ Graf 85’ | Marcatori |  |

| Schweinfurt 12 maggio 2001, ore 14:30 CEST 31ª giornata | Schweinfurt 05 | 0 – 0 referto | Karlsruhe | Willy-Sachs-Stadion (4 675 spett.)\| Arbitro: \| Raquet \| |
| Arbitro:                                                | Raquet         |               |           |                                                            |

| Arbitro: | Trautmann |

|  |           |               |
|  | Marcatori | 14’ Coulibaly |

| Arbitro: | Steinborn |

|  |           |                           |
|  | Marcatori | 27’ Graf 76’, 80’ Nagorny |

| Arbitro: | Schiffner |

|                |           |                           |
| Rothenbach 70’ | Marcatori | 53’ Böcker 59’, 83’ Jović |

### Coppa di Germania
| Arbitro: | Pickel |

|                        |           |           |
| Çetin 15’ Waterink 22’ | Marcatori | 48’ Skela |

| Arbitro: | Sippel |

|             |           |  |
| Nagorny 70’ | Marcatori |  |

| Arbitro: | Gagelmann |

|                                                      |           |                                       |
| Mašlej 33’, 77’ Hannemann 90’ Scholze 95’ Mydlo 117’ | Marcatori | 17’ Grimm 44’ (rig.) Weis 78’ Nagorny |

## Statistiche

### Statistiche di squadra
| Competizione      | Punti | In casa | In casa | In casa | In casa | In casa | In casa | In trasferta | In trasferta | In trasferta | In trasferta | In trasferta | In trasferta | Totale | Totale | Totale | Totale | Totale | Totale | DR  |
| Competizione      | Punti | G       | V       | N       | P       | Gf      | Gs      | G            | V            | N            | P            | Gf           | Gs           | G      | V      | N      | P      | Gf     | Gs     | DR  |
| ----------------- | ----- | ------- | ------- | ------- | ------- | ------- | ------- | ------------ | ------------ | ------------ | ------------ | ------------ | ------------ | ------ | ------ | ------ | ------ | ------ | ------ | --- |
| Regionalliga sud  | 61    | 17      | 11      | 3       | 3       | 29      | 11      | 17           | 6            | 7            | 4            | 19           | 14           | 34     | 17     | 10     | 7      | 48     | 25     | +23 |
| Coppa di Germania | -     | 2       | 2       | 0       | 0       | 3       | 1       | 1            | 0            | 0            | 1            | 3            | 5            | 3      | 2      | 0      | 1      | 6      | 6      | 0   |
| Totale            | 61    | 19      | 13      | 3       | 3       | 32      | 12      | 18           | 6            | 7            | 5            | 22           | 19           | 37     | 19     | 10     | 8      | 54     | 31     | +23 |

### Andamento in campionato
| Giornata  | 1 | 2 | 3 | 4 | 5 | 6 | 7 | 8 | 9 | 10 | 11 | 12 | 13 | 14 | 15 | 16 | 17 | 18 | 19 | 20 | 21 | 22 | 23 | 24 | 25 | 26 | 27 | 28 | 29 | 30 | 31 | 32 | 33 | 34 |
| --------- | - | - | - | - | - | - | - | - | - | -- | -- | -- | -- | -- | -- | -- | -- | -- | -- | -- | -- | -- | -- | -- | -- | -- | -- | -- | -- | -- | -- | -- | -- | -- |
| Luogo     | C | T | T | C | T | C | T | C | T | C  | T  | C  | T  | C  | T  | C  | T  | T  | C  | C  | T  | C  | T  | C  | T  | C  | T  | C  | T  | C  | T  | C  | T  | C  |
| Risultato | V | N | V | N | N | V | P | V | N | V  | V  | V  | N  | V  | V  | V  | V  | N  | N  | V  | V  | N  | P  | V  | P  | P  | N  | V  | P  | V  | N  | P  | V  | P  |
| Posizione | 2 | 4 | 2 | 3 | 4 | 2 | 2 | 2 | 3 | 2  | 2  | 2  | 2  | 1  | 1  | 1  | 1  | 2  | 1  | 1  | 1  | 1  | 1  | 1  | 1  | 1  | 1  | 1  | 1  | 1  | 1  | 1  | 1  | 1  |

Legenda:

Luogo: C = Casa; T = Trasferta. Risultato: V = Vittoria; N = Pareggio; P = Sconfitta.

### Statistiche dei giocatori
| Giocatore     | Regionalliga sud | Regionalliga sud | Regionalliga sud | Regionalliga sud | Coppa di Germania | Coppa di Germania | Coppa di Germania | Coppa di Germania | Totale   | Totale | Totale      | Totale     |
| Giocatore     | Presenze         | Reti             | Ammonizioni      | Espulsioni       | Presenze          | Reti              | Ammonizioni       | Espulsioni        | Presenze | Reti   | Ammonizioni | Espulsioni |
| ------------- | ---------------- | ---------------- | ---------------- | ---------------- | ----------------- | ----------------- | ----------------- | ----------------- | -------- | ------ | ----------- | ---------- |
| A. Adriano    | 2                | 0                | 0                | 0                | 0                 | 0                 | 0                 | 0                 | 2        | 0      | 0           | 0          |
| A. Backmann   | 6                | 0                | 0                | 0                | 0                 | 0                 | 0                 | 0                 | 6        | 0      | 0           | 0          |
| C. Birk       | 31               | 2                | 5                | 1                | 3                 | 0                 | 0                 | 0                 | 34       | 2      | 5           | 1          |
| J. Boehnke    | 9                | 1                | 1                | 1                | 2                 | 0                 | 1                 | 0                 | 11       | 1      | 2           | 1          |
| H. Butscher   | 2                | 0                | 0                | 0                | 0                 | 0                 | 0                 | 0                 | 2        | 0      | 0           | 0          |
| D. Eller      | 1                | 0                | 0                | 0                | 0                 | 0                 | 0                 | 0                 | 1        | 0      | 0           | 0          |
| C. Espinosa   | 1                | 0                | 1                | 0                | 0                 | 0                 | 0                 | 0                 | 1        | 0      | 1           | 0          |
| M. Fabuš      | 32               | 7                | 3                | 0                | 3                 | 0                 | 0                 | 0                 | 35       | 7      | 3           | 0          |
| D. Fengler    | 19               | 2                | 4                | 0                | 2                 | 0                 | 0                 | 0                 | 21       | 2      | 4           | 0          |
| M. Fischer    | 0                | 0                | 0                | 0                | 0                 | 0                 | 0                 | 0                 | 0        | 0      | 0           | 0          |
| D. Graf       | 17               | 6                | 5                | 0                | 1                 | 0                 | 0                 | 0                 | 18       | 6      | 5           | 0          |
| M. Grimm      | 31               | 1                | 5                | 0                | 3                 | 1                 | 0                 | 0                 | 34       | 2      | 5           | 0          |
| R. Hanko      | 9                | 0                | 2                | 0                | 0                 | 0                 | 0                 | 0                 | 9        | 0      | 2           | 0          |
| W. Heinzen    | 29               | 3                | 6                | 0                | 2                 | 0                 | 0                 | 0                 | 31       | 3      | 6           | 0          |
| B. Manga      | 21               | 0                | 1                | 0                | 1                 | 0                 | 0                 | 0                 | 22       | 0      | 1           | 0          |
| V. Nagorny    | 24               | 4                | 1                | 0                | 2                 | 2                 | 0                 | 0                 | 26       | 6      | 1           | 0          |
| C. Rothenbach | 24               | 1                | 3                | 0                | 2                 | 0                 | 0                 | 0                 | 26       | 1      | 3           | 0          |
| F. Rott       | 2                | 0                | 0                | 0                | 0                 | 0                 | 0                 | 0                 | 2        | 0      | 0           | 0          |
| T. Rus        | 30               | 1                | 5                | 0                | 3                 | 0                 | 0                 | 0                 | 33       | 1      | 5           | 0          |
| M. Römer      | 3                | 0                | 0                | 0                | 1                 | 0                 | 0                 | 0                 | 4        | 0      | 0           | 0          |
| H. Seitz      | 31               | 1                | 7                | 0                | 3                 | 0                 | 1                 | 0                 | 34       | 1      | 8           | 0          |
| C. Slatnek    | 1                | 0                | 0                | 0                | 0                 | 0                 | 0                 | 0                 | 1        | 0      | 0           | 0          |
| T. Walter     | 33               | 0                | 0                | 0                | 3                 | 0                 | 0                 | 0                 | 36       | 0      | 0           | 0          |
| T. Waterink   | 32               | 2                | 10               | 0                | 3                 | 1                 | 1                 | 0                 | 35       | 3      | 11          | 0          |
| T. Weis       | 27               | 9                | 4                | 1                | 3                 | 1                 | 1                 | 0                 | 30       | 10     | 5           | 1          |
| M. Zepek      | 26               | 1                | 5                | 1                | 2                 | 0                 | 0                 | 0                 | 28       | 1      | 5           | 1          |
| A. Çetin      | 32               | 6                | 4                | 0                | 3                 | 1                 | 0                 | 0                 | 35       | 7      | 4           | 0          |